# Tassilo I van Beieren

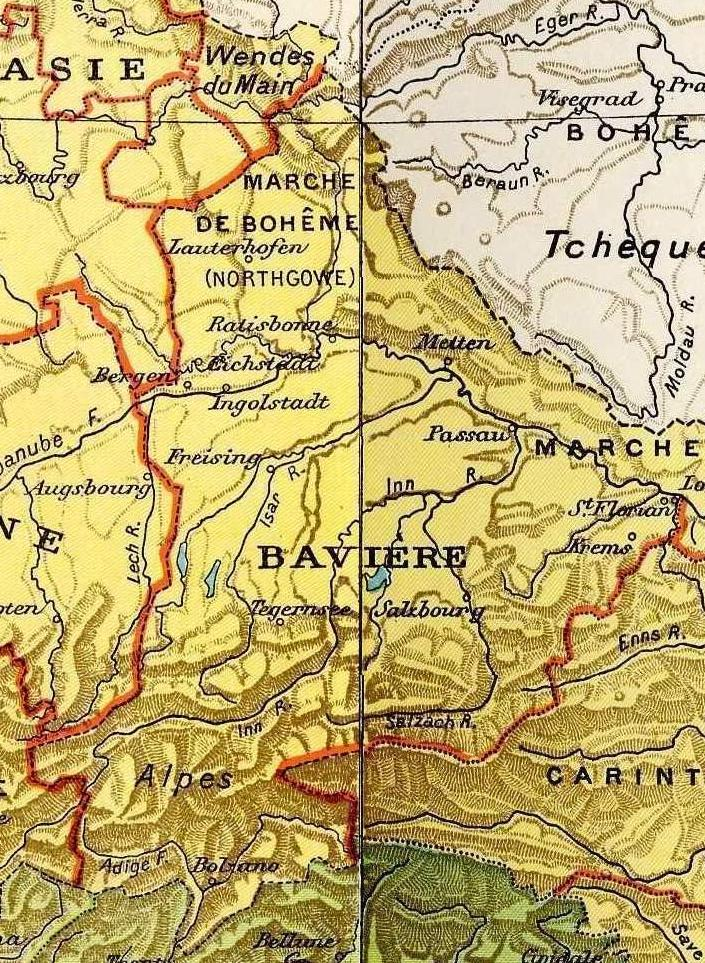
Beieren in de Frankische tijd

Tassilo I (ca. 560 - 609) was hertog van Beieren van 591 tot 609. Zijn ouders waren zeer waarschijnlijk koning Garibald I van Beieren en zijn vrouw Waldrada.
Beieren was in de tijd van Tassilo een onafhankelijk land, dat in de praktijk was onderworpen aan het gezag van de Franken. Hij werd tot hertog benoemd door koning Childebert II van Austrasië die zijn vader als hertog had afgezet uit onvrede over diens onafhankelijke buitenlandse politiek. Kort na zijn benoeming heeft hij een succesvolle veldtocht tegen de Slaven gevoerd en een grote buit gewonnen. In het jaar 595 stuurde hij opnieuw een leger van 2000 man om een Slavische inval af te slaan maar dat werd in het Pustertal verslagen.
Zijn echtgenote is onbekend. Zijn zoon Garibald II volgde hem op als hertog, van hem is alleen bekend dat hij getrouwd was met Galia een dochter van Gisulf II van Friuli, een Longobardische prinses, en dat hij in 610 door de Slaven werd verslagen.